# Agnes Chow

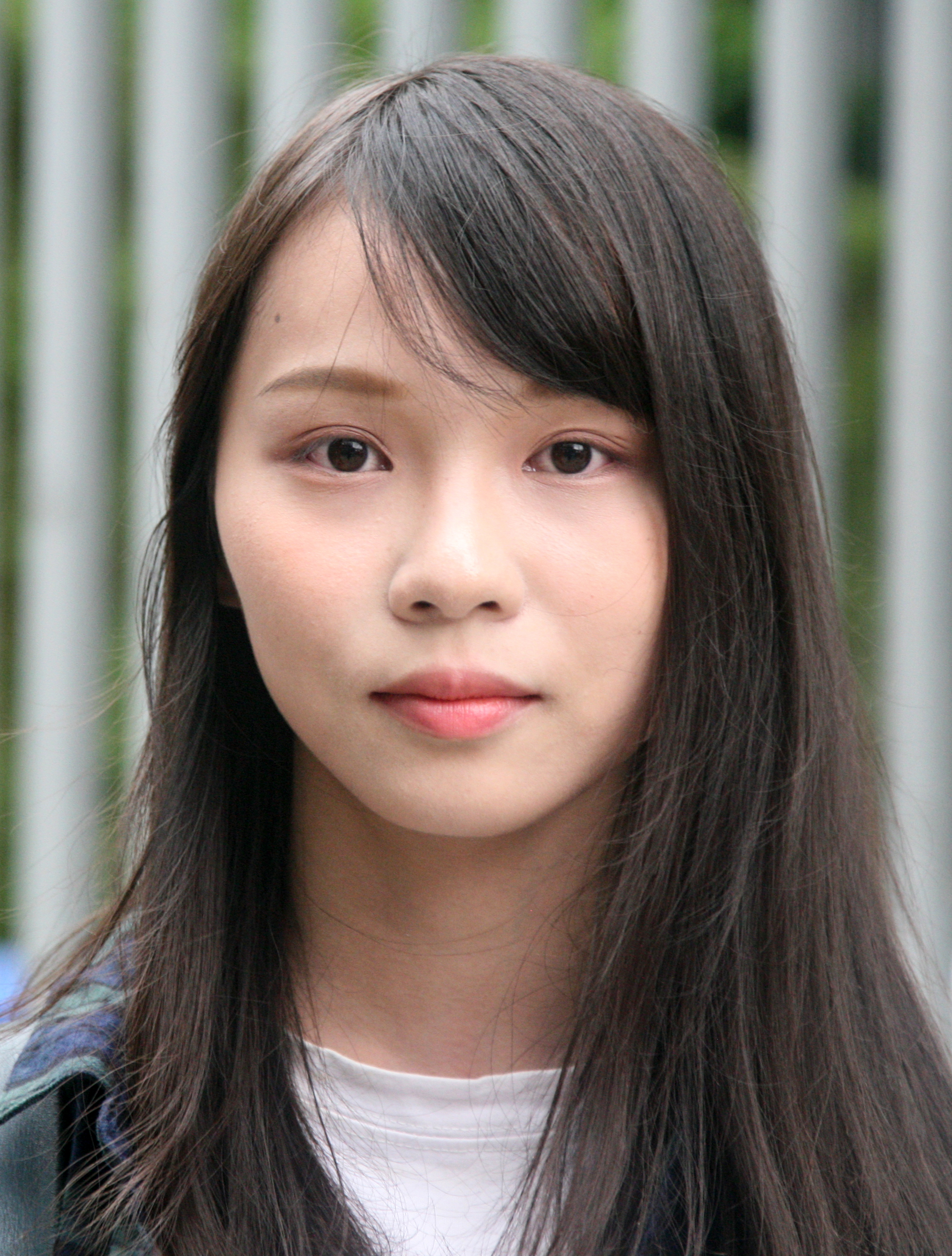
Agnes Chow (2019)

Agnes Chow Ting (chinesisch 周庭, Pinyin Zhōu Tíng, Jyutping Zau1 Ting4, kantonesisch Chow Ting, * 3. Dezember 1996 in Hongkong) ist eine Hongkonger Demokratie-Aktivistin. Sie war Mitglied des Vorstandes (Ständigen Komitees) der Demosistō-Partei und war zuvor Sprecherin der Scholarism-Bewegung.

## Biographie
Agnes Chow war Sprecherin der Studenten-Aktivisten-Gruppe Scholarism 2012 gegen die von den Behörden forcierte Kampagne Moralische und Nationale Erziehung. Die junge Katholikin ging damals an der Holy Family Canossian College (嘉諾撒聖家書院) zu Schule. Die neue Doktrin wurde von den Studenten als Gehirnwäsche bezeichnet. Der Bewegung folgten mehrere tausend Menschen. Sie protestierten am zentralen Regierungsgebäude Hongkongs und bewirkten den Rücktritt der Verwaltung im September 2012.

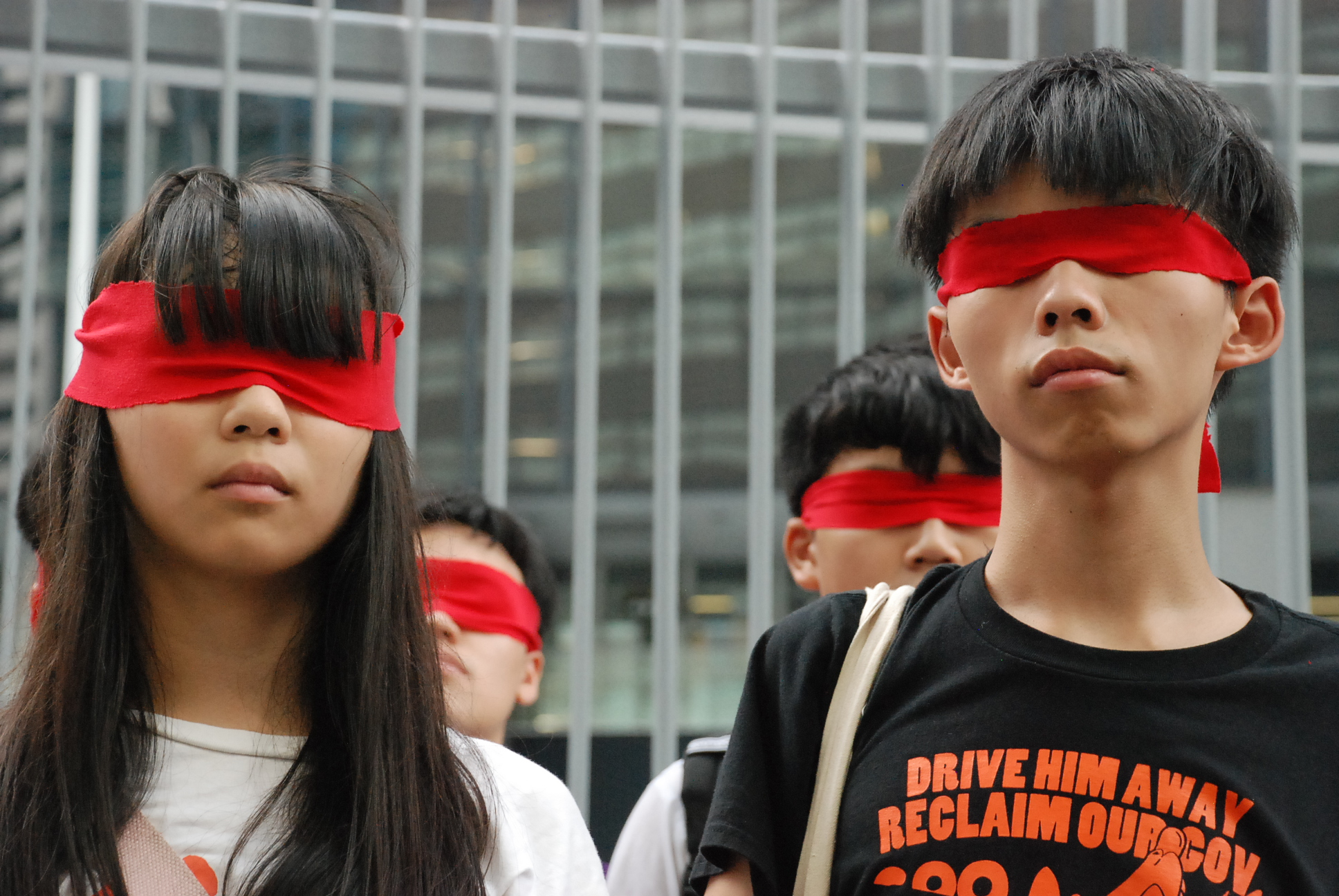
Agnes Chow und Joshua Wong im September 2014. Mit ihren roten Augenbinden drücken sie aus, dass die Hongkonger Studierenden durch Chinas politische Macht geblendet wurden.

Nach ihrem Widerstand gegen die Erziehungskampagne führten Chow und andere Aktivisten der Scholarism-Bewegung, darunter Joshua Wong und Ivan Lam, ihr Engagement in sozialen und politischen Bewegungen fort. Sie setzten sich u. a. für eine Reform des Wahlrechts in bei der Kampagne Wahlreform 2014 in Hongkong ein.
Chow war eine der Führungspersönlichkeiten in der Class-Boycott–Kampagne gegen die restriktiven Rahmenbedingungen des Wahlrechts, die vom Ständigen Ausschuss des Nationalen Volkskongresses für die Wahl des Regierungschefs 2017 gestellt wurden. Es kam zu massiven Besetzer-Protesten, die in der Regenschirm-Revolution ihren Ausdruck fanden. Während dieser Besetzung verkündete Chow ihren Rückzug aus der Politik und trat als Sprecherin der Scholarism-Bewegung zurück. Sie begründete diesen Schritt damit, sie sei „hohem Druck“ und „extremer Verwirrung und Erschöpfung“ ausgesetzt gewesen.
Im April 2016 war sie eines der Gründungsmitglieder der Demosistō gemeinsam mit anderen früheren Studenten-Führern der Occupy-Protestbewegung. Von 2016 bis 2017 war sie die erste stellvertretende Generalsekretärin. Sie machte gemeinsam mit dem Parteivorstand Nathan Law Wahlkampf für die Wahl zum „Gesetzgebenden Rat“ 2016. Law wurde als jüngstes Mitglied in der gesamten Geschichte des Gesetzgebenden Rates gewählt. 2017 nahm Chow am Protest gegen den Präsidenten der Volksrepublik China Xi Jinping teil, bei dem das goldene Monument der Bauhinia, die Stadtblume Hongkongs, mit Bannern bedeckt wurde. Dabei wurde sie gemeinsam mit dem Demosistō-Vorsitzenden Nathan Law und dem General-Sekretär Joshua Wong verhaftet.
Nathan Law wurde wegen einer Eid-Kontroverse im Juli 2017 aus dem Gesetzgebenden Rat Hongkongs ausgeschlossen und musste im August desselben Jahres ins Gefängnis, wodurch er unter ein Gesetz fiel, das ihm fünf Jahre lang verbot, sich um ein öffentliches Amt zu bewerben. Deshalb wurde Chow als Kandidatin der Demosistō für die Wahl 2018 mit dem Titel Hong Kong Island By-election benannt.
Die Bürger Hongkongs hatten nach Rückgabe der Kronkolonie im Jahr 1997 eine modifizierte Form der britischen Staatsbürgerschaft behalten. Chow verzichtete darauf, um ihrem Anliegen nach freien Wahlen in Hongkong Nachdruck zu verleihen.
Im Zuge der Demokratie-Proteste in Hongkong 2019 gab es auf dem Höhepunkt der Auseinandersetzungen von Juni bis Ende August 2019 über 850 von chinesischen und Hongkonger Behörden Festgenommene, im August auch Joshua Wong und Agnes Chow mit dem Vorwurf, an einer illegalen Versammlung am 21. Juni teilgenommen und andere zur Teilnahme aufgerufen zu haben („Anstachelung zur Teilnahme an einer verbotenen Versammlung“). Wong musste sich zudem für die Organisation der Demonstration verantworten. Beiden drohten bis zu fünf Jahre Gefängnis. Sie wurden gegen Kaution bis zur Verhandlung aus der Haft entlassen. Anfang Dezember 2020 wurde Agnes Chow zu zehn Monaten Haft verurteilt.
Am 12. Juni 2021 wurde sie freigelassen.
Im Sommer 2023 erteilten ihr die Behörden eine Ausreisegenehmigung für ein Studium in Toronto. Anfang Dezember machte sie ihren Entschluss bekannt, in Kanada zu bleiben und nicht wieder nach Hongkong zurückzukehren. Damit verstößt sie gegen die Kautionsbedingungen und Gesetze in Hongkong und wird daher steckbrieflich gesucht.
Im Juli 2025 schloss Chow ihr Masterstudium an der OCAD Universität in Toronto ab.